# De nuptiis Philologiae et Mercurii
De nuptiis Philologiae et Mercurii (Latijn voor 'Over het huwelijk van Filologie en Mercurius') is een allegorische didactische tekst over de zeven vrije kunsten, geschreven door Martianus Capella tussen 400 en 439. Het laatantieke werk heeft veel invloed gehad op het denken over de vrije kunsten in de middeleeuwen. Het is ook bekend onder de titels Satyricon en De septem disciplinis.

## Inhoud en stijl
Het huwelijk slaat een nieuwe weg in voor het presenteren van encyclopedische kennis. Vóór Martianus was het gebruikelijk dergelijke informatie te presenteren in de vorm van een dialoog in een symposium-setting. Martianus laat de kennis echter overbrengen in de vorm van zeven bovennatuurlijk wijze dienstmaagden (de disciplines of kunsten) die op een bruiloft verschijnen. Hierbij is de auteur vooral geïnspireerd door Varro (eerste eeuw v.Chr.), en door auteurs die op hun beurt ook door Varro geïnspireerd zijn, zoals Petronius (Satyricon, tweede helft eerste eeuw) en Apuleius (De gouden ezel, circa 170-180). 
De duistere taal die Martianus gebruikt, samen met het onderwerp en bijvoorbeeld het feit dat hij graag juridische termen gebruikt, maken dat zijn werk niet geschreven was voor ongeschoolde mensen, en moeilijk toegankelijk was voor leken. Tegelijkertijd is het geen streng didactisch werk, maar wil het ook vermaak bieden. Vandaar de allegorisch-mythologische eerste twee boekdelen.
Zijn kosmologie laat hij in het achtste boek uiteenzetten door Astronomia. Hij onderscheidde een hemelbol met sterren en planeten, waaronder de Zon en de Maan, geordend in tien sferen. De voorstelling is niet vrij van contradicties met de eerste twee mythologische boeken, en ook de geometrische en numerieke aspecten vallen soms moeilijk te rijmen. Origineel is dat hij de planeten Mercurius en Venus rond de Zon laat draaien, die zelf om de Aarde cirkelt. Hij verruilde dus een zuiver geocentrisch wereldbeeld voor een gemengd geo-heliocentrisch model, dat in de vroegmoderne periode invloed zou hebben.

## Receptie
Het huwelijk wordt als eerste aangehaald in de Mythologieën van de Noord-Afrikaanse mythograaf en bisschop Fulgentius (zesde eeuw). Dat laatste werk is duidelijk door het eerste geïnspireerd.
Becommentariëring vindt veel plaats in de vroege middeleeuwen, waarbij het geëvenaard wordt door slechts enkele andere teksten. In de Karolingische periode was men kennelijk gefascineerd door de bevreemdende tekst van Martianus. Dat kwam door de mythologische inhoud, gerelateerd aan educatie, en het allegoriegebruik, maar ook door het eigenaardige Latijn. Zo gebruikt de auteur bijvoorbeeld veel vreemde constructies, Griekse leenwoorden, hapaxen en neologismen. Ook later in de middeleeuwen werd de tekst nog veel gelezen en bestudeerd voor educatieve doeleinden. In de twaalfde eeuw worden echter meestal alleen de kosmologische onderdelen gekopieerd, terwijl handschriften uit de dertiende en veertiende eeuw vaak alleen boeken I en II bevatten. Dat is het mythologisch-allegorische onderdeel waarin het huwelijk tussen Mercurius en Filologie beschreven wordt. De delen over de zeven vrije kunsten werden wellicht weggelaten omdat Martianus' tekst en theorie wat dat betreft niet langer interessant en prominent genoeg was, naast de Grieks-Arabische traditie die Europa binnendringt.
Martianus schreef een tekst die voor die tijd (en ook voor de middeleeuwen) minder saai is als hij wel lijkt. Voor wie een handleiding zocht tot de vrije kunsten, was De nuptiis een betrekkelijk bondig en tamelijk opgeleukt werk. Het werd zodoende het meest populaire schoolboek in de middeleeuwen en diende als basis voor de ontwikkeling van het trivium en quadrivium. Daarnaast heeft zijn werk als 'format' gefungeerd als het gaat om het combineren van zowel poëzie als proza, en was zijn allegoriegebruik, samen met dat van Prudentius, een bron van inspiratie tot en met Dante Alighieri. 
In de vijftiende eeuw en later blijkt dat de tekst maar weinig gedrukt is, en dat de eerste editie pas in 1499 verscheen (te Vicenza). Vóór 1501 zijn er maar twee edities gedrukt, erna maar zeven (alle uit respectievelijk Lyon en Bazel). De laatste is uit 1658. Daarnaast is er een aantal drukken dat delen van het werk bevat. Het zijn er acht. De laatste is uit 1863.

## Overlevering
Via afschrijvingen, maar ook via commentaren, is de tekst rijkelijk overgeleverd. Omdat Martianus' stijl echter nogal duister is, zijn er geregeld fouten gemaakt bij het kopiëren van de tekst. In 1959 en 1960 stelde Claudio Leonardi een inventaris samen met alle handschriften die hij kon vinden in Europese bibliotheken. Het bleken 243 te zijn, waarvan 6 vernietigd waren tijdens bombardementen in de Tweede Wereldoorlog. Door de talrijke corrupties in de kopieën pleit o.a. Stahl ervoor dat voor een editie van de moeilijk te doorgronden tekst vooral veel verschillende handschriften gebruikt worden, waarbij ook gekeken moet worden naar commentaren en glossen.